# Gravitacioni potencijal
U klasičnoj mehanici, gravitacioni potencijal je skalarno polje koje svakoj tački u prostoru povezuje rad (prenetu energiju) po jedinici mase koja bi bila potrebna da se objekat pomeri do te tačke iz fiksne referentne tačke. Analogan je električnom potencijalu sa masom koja igra ulogu naelektrisanja. Referentna tačka, gde je potencijal nula, je po konvenciji beskonačno udaljena od bilo koje mase, što rezultira negativnim potencijalom na bilo kojoj konačnoj udaljenosti.
U matematici, gravitacioni potencijal je takođe poznat kao Njutnov potencijal i fundamentalan je u proučavanju teorije potencijala. Takođe se može koristiti za rešavanje elektrostatičkih i magnetostatičkih polja koja stvaraju jednolično naelektrisana ili polarizovana elipsoidna tela.

## Potencijalna energija
Gravitacioni potencijal (V) na lokaciji je gravitaciona potencijalna energija (U) na toj lokaciji po jedinici mase:
{\displaystyle V={\frac {U}{m}},}
gde je m masa objekta. Potencijalna energija je jednaka (po magnitudi, ali negativna) radu gravitacionog polja koji iz beskonačnosti pomera telo u datu poziciju u prostoru. Ako telo ima masu od 1 kilograma, onda je potencijalna energija koja se tom telu pripisuje jednaka gravitacionom potencijalu. Dakle, potencijal se može protumačiti kao negativna vrednost rada koji vrši gravitaciono polje koje pomera jediničnu masu iz beskonačnosti.
U nekim situacijama, jednačine se mogu pojednostaviti pretpostavkom polja koje je skoro nezavisno od položaja. Na primer, u oblasti blizu površine Zemlje, gravitaciono ubrzanje, g, može se smatrati konstantnim. U tom slučaju, razlika potencijalne energije od jedne visine do druge je, sa dobrom aproksimacijom, linearno povezana sa razlikom u visini:
{\displaystyle \Delta U\approx mg\Delta h.}

## Literatura
- Vladimirov, V. S. (1971), Equations of mathematical physics, Translated from the Russian by Audrey Littlewood. Edited by Alan Jeffrey. Pure and Applied Mathematics, 3, New York: Marcel Dekker Inc., MR 0268497.
- Wang, W. X. (1988). „The potential for a homogeneous spheroid in a spheroidal coordinate system. I. At an exterior point”. J. Phys. A: Math. Gen. 21 (22): 4245-4250. Bibcode:1988JPhA...21.4245W. doi:10.1088/0305-4470/21/22/026.
- Milon, T. (1990). „A note on the potential of a homogenous ellipsoid in ellipsoidal coordinates”. J. Phys. A: Math. Gen. 23 (4): 581—584. doi:10.1088/0305-4470/23/4/027.
- Rastall, Peter (1991). Postprincipia: Gravitation for Physicists and Astronomers. World Scientific. стр. 7ff. ISBN 981-02-0778-6.
- Conway, John T. (2000). „Exact solutions for the gravitational potential of a family of heterogeneous spheroids”. Mon. Not. R. Astron. Soc. 316 (3): 555—558. Bibcode:2000MNRAS.316..555C. doi:10.1046/j.1365-8711.2000.03524.x .
- Cohl, H. S.; Tohline, J. E.; Rau, A. R. P. (2000). „Developments in determining the grativational potential using toroidal functions”. Astron. Nachr. 321 (5/6): 363—372. Bibcode:2000AN....321..363C. doi:10.1002/1521-3994(200012)321:5/6<363::AID-ASNA363>3.0.CO;2-X.
- Thornton, Stephen T.; Marion, Jerry B. (2003), Classical Dynamics of Particles and Systems (5th изд.), Brooks Cole, ISBN 978-0-534-40896-1.
- Zhu, Lupeia (1988). „Gravity and Earth's Density Structure”. Department of Earth and Atmospheric Sciences. EAS-437 Earth Dynamics. Saint Louis University. California Institute of Technology. Архивирано из оригинала 26. 07. 2011. г. Приступљено 2009-03-25.
- Charles D. Ghilani (2006-11-28). „The Gravity Field of the Earth”. Penn State Surveying Engineering Program. Архивирано из оригинала 2011-07-18. г. Приступљено 2009-03-25.
- Fukushima, Toshio (2014). „Prolate spheroidal harmonic expansion of gravitational field”. Astrophys. J. 147 (6): 152. Bibcode:2014AJ....147..152F. doi:10.1088/0004-6256/147/6/152 .